# Конрад Цузе
Конрад Цузе (нім. Konrad Zuse; 22 червня 1910, Берлін — 18 грудня 1995, Гюнфельд, біля Фульди) — німецький інженер, піонер комп'ютеробудування. Найвідоміший як розробник першого програмовного комп'ютера (1941) і першої мови програмування високого рівня (1945).

## Біографія

### Дитинство

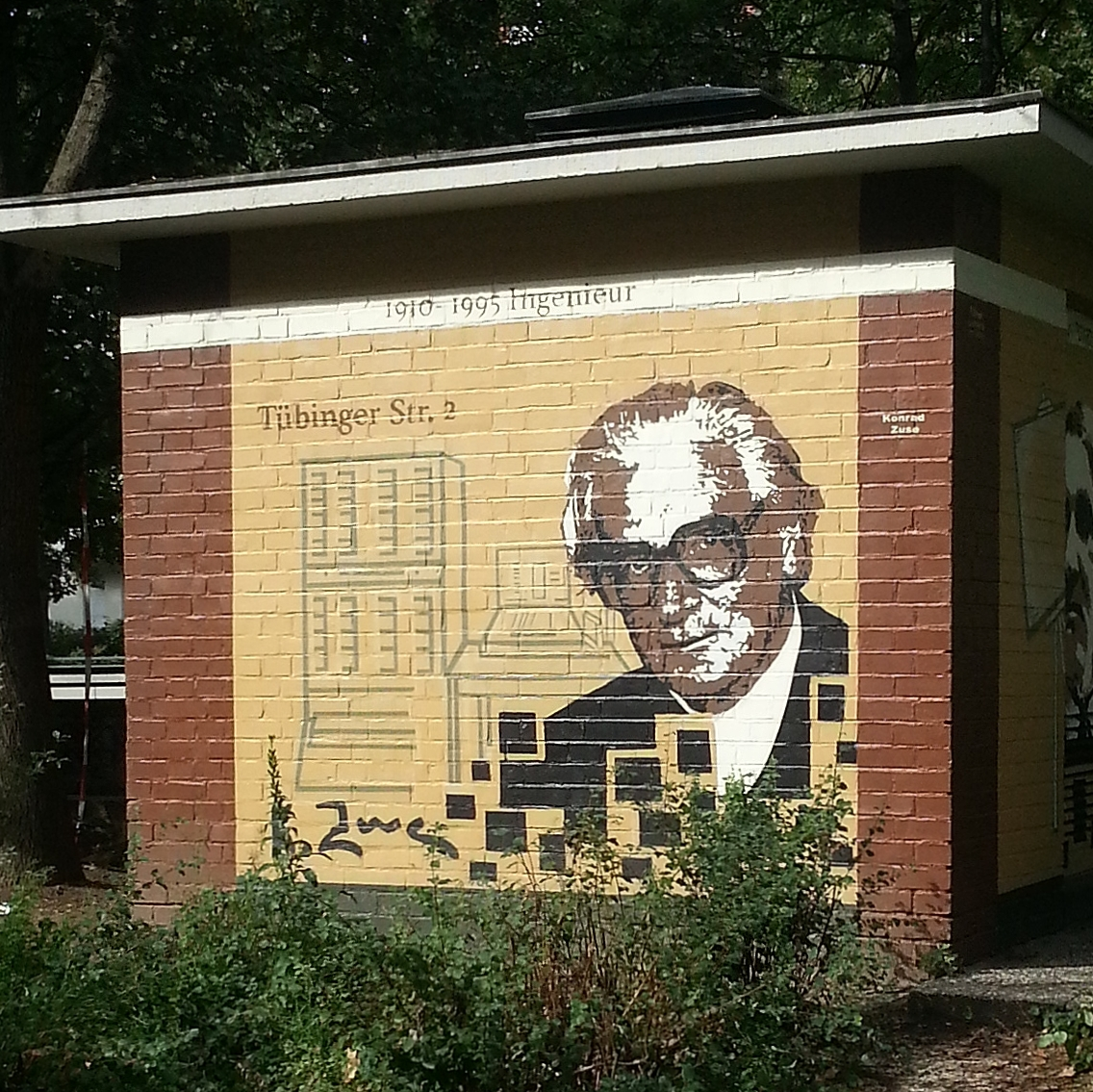
Малюнок з Конрадом Цузе на Бундесалеє (Берлін) зі згадкою його місця народження, Tübinger Straße 2.

Конрад народився 22 липня 1910 в Берліні, в сім'ї Марії та Еміля Цузе. Крім нього в сім'ї була старша на два роки за Конрада сестра - Лізелотта.
На другому році життя він з сім'єю переїхав до Браунсберга, в східній Пруссії (тепер Польща), де батько працював на пошті. Вони оселилися в будівлі поштового відділення напроти ратуші. В ній також жила багатодітна сім'я директора поштамту і разом з ними Конрад входив у сумнозвісну в Браунсберзі банду "Хлопці з пошти". Вони любили влаштовували всілякі жарти, наприклад коли якийсь гість піднімався сходами, раптово вимикали світло на сходовій клітці і спускали згори білу сорочку на вішалці. Деякі гості лякалися і тікали. Пізніше в МТІ подібні жарти назвали хаками.
Жарти зі сходами змусили Конрада вперше зустрітися з електротехнікою. Його однокласник в Гозієвій гімназії поміж уроками латини накреслив йому на стіні принципову схему кількох вимикачів на лампочку.
В гімназію Конрад пішов коли йому виповнилося 9 років, і старався вчитись так аби не залишатись на наступний рік. Він був на два роки молодшим за однокласників і фізично слабшим, і часто був битим. Проте найбільшим страхом хлопця були уроки латини, яких було аж 8 на тиждень, і їх вчитель. Цузе згадує що в своєму житті, навіть під бомбами в Берліні він не переживав більшого страху ніж бути викликаним до дошки. Проте вчитель мав на дітей і корисний вплив. Коли він побачив що підручник латинської розмальований локомотивами і потягами, він звісно розлютився, але показав малюнки викладачу малювання.
Під час канікул відвідував дядька по матері в селі Круттіннен і й який мав млин на острові Волін. Цей млин часто зустрічається в художніх роботах Цузе.
В дев'ятому класі батька Цузе перевели на посаду в Гоєрсверду, де навчання було сучаснішим і ліберальнішим. Там він став відомим як "стрічковий велосипедист" (нім. Bändelfahrer), через те що купив такий кривий велосипед що не міг їздити на ньому без рук, як товариші. Його тягнуло вправо, тому він прив'язав до руля зліва мотузку і теж зміг їздити з руками в кишенях. Якось він також відкрив що у велосипеді була поламана двоступінчаста передача і відремонтував її використавши деталі з конструктора Stabil
Взагалі, Цузе мав більш оптичний підхід до речей, і на той час увесь світ для нього складався з конструктора Stabil. Він захоплювався кранами і будував їхні моделі з конструктора. На шафі він збудував грейферний кран яким міг керувати мотузками протягнутими від робочого стола. Також він брав участь і навіть перемагав у конкурсах фірми що продавала конструктор і використовував виграш щоб докупити нові комплекти деталей. Його не захоплювало модерне на той час радіохоббі, і навіть перші моделі його комп'ютерів були механічні чи електромеханічні а не електронні.
Коли йому виповнилось 16, його заповітною мрією було стати інженером. В той же час він все вправніше малював, що було ще одним проявом його оптичного підходу до світу. Його малюнків, переважно карикатур набралась ціла папка. Вчитель малювання цікавився сучасними напрямками мистецтва, наприклад експресіонізмом і зацікавив також й хлопця. Вони часто відвідували виставки в Дрездені. Проте зрештою інженер всередині переміг.
Як інженер, юний Цузе хотів проєктувати міста майбутнього. В ілюстрованих газетах тоді часом друкували проекти фантастичиних міст, а на початку 1927 у кіно показали сенсаційний фільм "Метрополіс". Тому для курсової роботи в останньому класі гімназії, Конрад спроектував свій 35-мільйонний Метрополіс. Це був гібрид шахматної американської системи вулиць, і радіальної європейської. Місто було оточене кільцевими вулицями, але в центрі вони змінювалися шестикутною ґраткою. В проєкті була складна система громадського транспорту, з локальними поїздами що спиняються на кожній станції, і дальніми експресами, які не зупиняються, і посадка на які відбувається на ходу з локального поїзда що рухається паралельно. Це вимагало складного розкладу руху, а про безпеку він навіть не подумав.
Зі школи Цузе випустився 1927-му. Після випуску хлопець відмовився піти з батьками до причастя, що розчарувало їх в ілюзії про те що їх син - зразковий і слухняний учень у всьому включно з уроками релігії.

### Студентські роки
Після випуску зі школи Цузе почав навчання в Берлінському технічному університеті. Його навчання, як і навчання його сестри фінансували батьки, для чого їм довелось відмовитись від деяких особистих зручностей. Проте Конрад, за його спогадами, не зразу це усвідомив і не був дуже сумлінним студентом, відволікаючись на купу різних захоплень.
Спершу він обрав спеціальність машинобудування, але строгість вимог до креслення відлякала творчу душу, і він змінив спеціальність на архітектуру. Яка його теж розчарувала, бо замість того аби проектувати цікаві високотехнологічні будівлі першокурсники вивчали доричні та іонічні колони. Тому він ще раз змінив спеціальність на будівельну інженерію. Там його мучили розрахунками статики, які він дуже не любив. Пізніше аби їх уникнути в нього і з'явилася ідея комп'ютера, але в студентський час голова Цузе була забита багатьма іншими речами, наприклад оптимізацією руху транспорту, чи космічними подорожами.
В той час студенти проходили виробничу практику. Цузе працював муляром на берлінських будовах, де робітники відносили студентів до класу капіталістів і ставились до них відповідно. Пізніше на практиці Цузе допомагав ремонтувати мости міської електрички. При цьому, для того аби не зупиняти рух будувався тимчасова колія на опорах трохи вище, і проліт будували під нею. Це залишало мало місця, тому при роботі нагорі доводилося постійно згинатися.
Певний час Цузе настільки сильно захопився фотографією, що думав зробити її своєю спеціальністю. Він придумував різні раціоналізації для своєї фотолабораторії. Особливо йому подобалось робити якісні фотокопії креслень і графіків. Для такого зазвичай потрібне було спеціальне дороге фотообладнання, але студент пробував обходитись тим яке є. Наприклад як кругове джерело світла служила одна лампа що оберталася. Цузе розчарувався коли фірма Photomaton винайшла автоматичні фотобудки, бо сам мав ідею таке винайти.
Іншою студентською розвагою було кіно. Тут думки були зайняті тим як спроектувати кінотеатр так щоб проекція зображення виглядала якогомога менш викривлено. Темою однієї роботи з нарисної геометрії він вибрав проект еліптичного кінозалу.
Більш практичним проектом був прототип торгового автомата що автоматично підраховував і видавав решту. Цузе його насправді збудував (частково з деталей конструктора).
Якось перед екзаменом Конрад вирішив що він буде працювати художником реклами і покинув університет. Але через кризову економічну ситуацію не добився кар'єрних успіхів і через рік мусив повернутися до навчання.
До інших речей, які відволікали від навчання, належали книжки. Як і багатьом одноліткам йому сподобалася Моє життя і робота Генрі Форда. Щоправда ідеї збільшення продуктивності і раціоналізації в час зростаючого безробіття здавалися гротескними. Економічна ситуація була поживним грунтом для різноманітних радикальних ідей, наприклад Сильвіо Гезеля. Також Конрад прочитав і старався наскільки можливо зрозуміти Капітал Карла Маркса, що додавало йому поваги серед робітників під час практики. Серед студентів ходив також Майн Кампф, але Цузе згадує що його серйозно не сприймали. Натомість був популярним і навіть цитувався студентами Прусіанізм і соціалізм Освальда Шпенглера.
Цузе також був учасником академічного об'єднання "Motiv". Там, окрім малювання постерів для подій і виступів актором театру і клоуном кабаре, юний винахідник придумував як робити дешеві сценічні ефекти. Наприклад, хімічив з реагентами для туману і диму, або брав рулон широкого паперу і перемотуючи його на інший моток досипав туди паперових клаптів, аби потім перемотуючи папір над сценою в інший бік можна було отримати рівномірно падаючий "сніг".

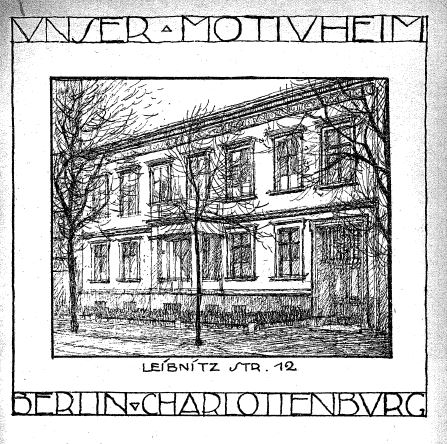
Будинок об'єднання "Motiv" на Список вулиць і площ Шарлоттенбурга 12

При цьому студенти знаходили час і на навчання, і допомагати один одному з навчанням. В підвалі будинку студентського об'єднання був збірник повторюваних питань екзаменів архітектурного факультету за попередні роки.
Якось на лекції про сучасну російську архітектуру зустрів групу молодих комуністів і розговорився з ними на спільну тему - Маркса. Вони запросили його на лекції про "Капітал" на яких він жваво опонував. Зважаючи на те що надворі настав 1933 рік, відвідувати такі лекції стало необачливо. На щастя, Цузе не записав себе ні в які списки, і пізніше з'ясував що деякі менші обережні учасники курсу були затримані.
Після 30 січня деякі політично небезпечні сценки "Motiv" перестали виконуватися, при тому що учасники гуртка "Motiv" притримувались переважно правих поглядів, і остерігались комунізму, зважаючи на результати кривавої жовтневої революції. Аби уникнути закриття об'єднання, кільком єврейським учасникам довелося "добровільно" його покинути, а реші взяти участь у тритижневому курсі військової підготовки для студентів. Там на Конрада нього справив враження аналоговий обчислювач в прицільному механізмі зенітки.

### 1930-1940 роки

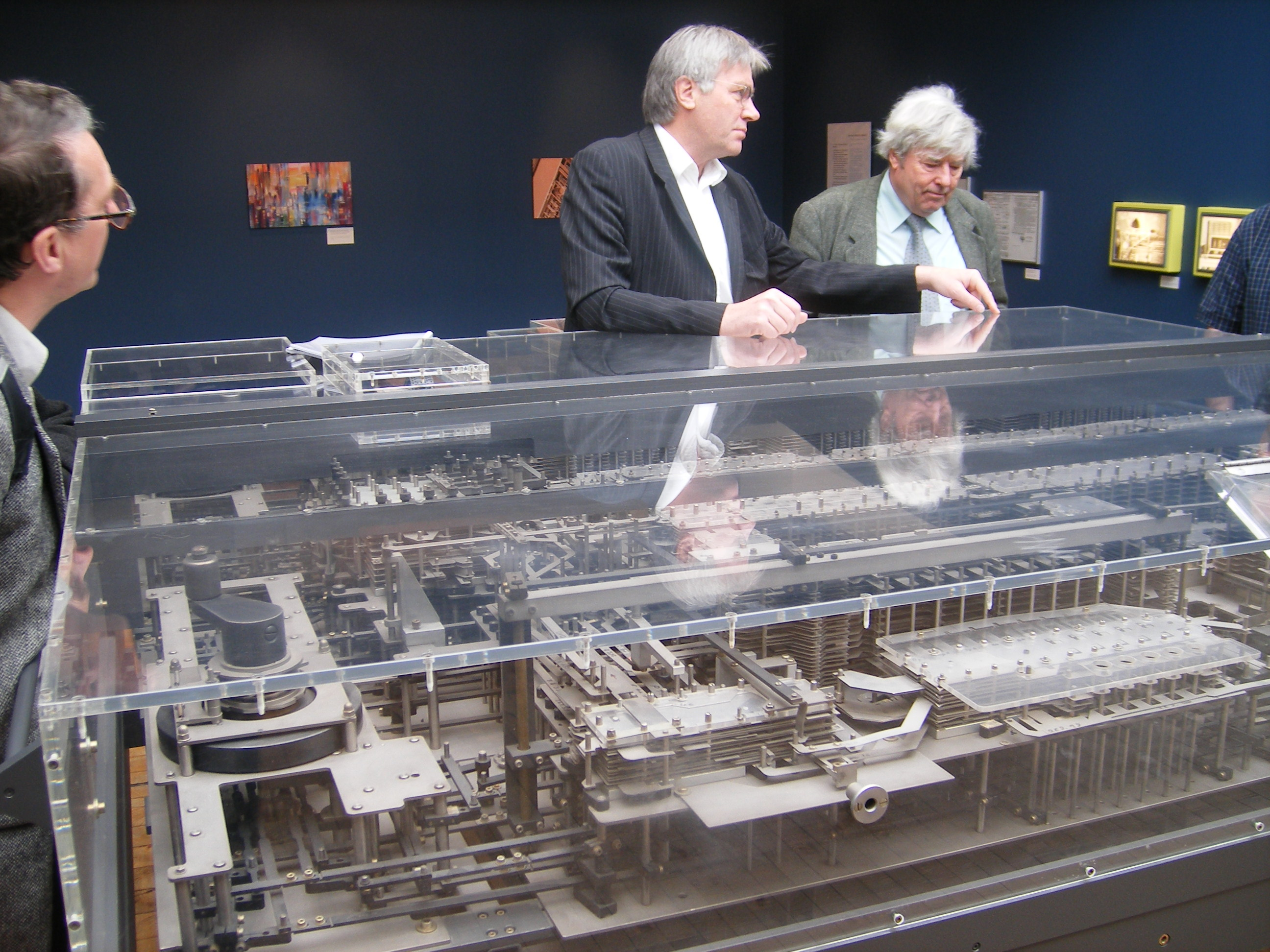
Горст Цузе (син винахідника) з реконструкцією Z1 (оригінал був знищений при бомбардуванні Берліна)

Після навчання  Цузе деякий час займався проектуванням літаків у компанії Henschel-Werke.
Там йому доводилося виконувати величезні обсяги обчислень для визначення оптимальної конструкції крил. У той час існували тільки механічні калькулятори з десятковою системою числення, і Цузе зацікавила проблема автоматизації всього процесу обчислень, тому що він змушений був виконувати безліч одноманітних рутинних розрахунків за заданою схемою.
У 1934 р. Цузе придумав модель автоматичного калькулятора, що складалася з пристрою керування, обчислювального пристрою і пам'яті яка цілком збігалася з архітектурою сучасних комп'ютерів. В ті роки Цузе прийшов до висновку, що майбутні комп'ютери будуть засновані на шести принципах: 
- двійкова система числення;
- використання пристроїв, що працюють за принципом «так/ні» (логічні 1 і 0);
- цілком автоматизований процес роботи обчислювача;
- програмне керування процесом обчислень;
- підтримка арифметики з рухомою комою;
- використання пам'яті великої ємності.

Цузе виявився абсолютно правий. Він першим у світі сказав, що обробка даних починається з біта (біт він називав так/ні-значенням, а формули двійкової алгебри — умовними судженнями), першим увів термін «машинне слово» (word), першим поєднав в обчислювачі арифметичні і логічні операції, відзначивши, що «елементарна операція комп'ютера — перевірка двох двійкових чисел на рівність. Результатом буде теж двійкове число з двома можливими значеннями (дорівнює, не дорівнює)». При цьому Цузе не мав ніякого уявлення не тільки про аналогічні дослідження колег у США й Англії, але навіть про механічний обчислювач Чарльза Бебіджа, створений у XIX столітті.
У 1936 р. Цузе запатентував ідею механічної пам'яті. Рік по тому він створив працюючу пам'ять для збереження 12 двійкових чисел по 24 біти й активно зайнявся створенням першої версії свого обчислювача, який він спочатку назвав Versuchsmodell-1 (V-1), але ця абревіатура збіглася з назвою німецьких ракет V1, і тоді він перейменував свій витвір у Z1. Арифметичний модуль міг працювати з числами з рухомою комою (фактично вони складалися з двох чисел: одне являло собою 16-розрядну мантису, інше — 7-розрядну експоненту), здійснював перетворення двійкових чисел у десяткові й навпаки та підтримував введення і виведення даних. Пристрій введення програми за допомогою перфорованої стрічки зробив Гельмут Шраєр, друг Цузе, що раніше працював кіномеханіком. Результати розрахунків показувалися за допомогою електричних ламп. Z1 було завершено у 1938 р., але він працював нестабільно через ненадійну механічну пам'ять.
Працями Цузе зацікавився керівник Інституту аеродинамічних досліджень Третього Райху. Інститут узявся фінансувати роботи над наступною моделлю обчислювача Z2. Як надійнішу елементну базу, Конрад вибрав електромагнітні телефонні реле, єдині в той час пристрої, придатні для створення комп'ютера. Релейний Z2 був побудований у квітні 1939 р. і успішно запрацював, але Цузе призвали в армію, і хоча в нього були дуже впливові друзі, він відслужив рік, перш ніж повернувся в інститут. Там він приступив до проектування потужнішої моделі — Z3, потім його знову покликали на фронт, але невдовзі він повернувся в інститут остаточно. 
Цузе закінчив Z3 5 грудня 1941 р. Введення програми, що являла собою послідовність досить потужних логічних команд, як і раніше, відбувалося з перфорованої кінострічки. Пам'ять Z3 дозволяла зберігати 64 слова (14 біт на мантису, 7 біт на експоненту і 1 біт на знак) і складалася з 1400 реле. Для арифметичного обчислювача треба було 600 реле, і ще 400 реле застосовувалося в пристрої керування. Z3 виконував не тільки 4 арифметичні операції, але й обчислення квадратного кореня, множення на −1, 0,1, 0,5, 2 і 10. Швидкість роботи Z3 приблизно дорівнювала швидкості роботи американського комп'ютера Harvard Mark I, створеного наприкінці 40-х років. Z3 виконував 3-4 операції додавання в секунду і множив два числа за 4-5 секунд, дозволяючи при цьому обробляти числа з рухомою комою ефективніше, ніж Mark I. 
Одночасно Цузе займався проектуванням механічних пристроїв дистанційного керування бомбами для підвищення точності влучення в ціль. Для створення моделі потрібно було здійснити дуже великі обчислення, і він спочатку зробив спеціалізований комп'ютер, що виконував фіксовану послідовність операцій. Потім він вирішив також автоматизувати роботу оператора, що займався введенням даних, і першим у світі зробив те, що сьогодні називається аналогово-цифровим перетворювачем. 
Через невеликий обсяг пам'яті на Z3 не можна було вирішувати, зокрема, системи лінійних рівнянь, а інституту це було потрібно. У 1941 р. Цузе вирішив розробити потужнішу модель — Z4. Він розумів усі мінуси своєї машини і хотів створити повноцінний комп'ютер, якому, за оцінками самого Цузе, була потрібна місткість пам'яті щонайменше 8 тисяч слів. Але німецьке керівництво відповіло йому, що Німеччина настільки близька до перемоги, що комп'ютери їй не потрібні. Під час війни всі практичні роботи в цій сфері цілковито припинили. 
По завершенні війни Цузе ненадовго арештували, але він завжди заперечував, що виконував якісь секретні роботи для уряду. Після війни Цузе тимчасово залишався не при справах. Z3 було знищено, Z4 не завершено, закордонні комп'ютери Mark-I і ENIAC ще не працювали, і він зайнявся теоретичними дослідженнями. Йому допомагав математик Герр Ломаєр. Цузе спробував автоматизувати гру в шахи, описати правила гри термінами логічних обчислень. Відразу виникли проблеми, добре відомі сьогодні фахівцям зі штучного інтелекту, — не було придатного інструментарію для роботи зі складними структурами даних.

### Після 1945
У 1945 р. Цузе створив першу в світі символічну мову Plankalkül (терміна «алгоритмічна мова» ще не існувало) і техніку трансляції адрес; крім того, у нього народилися ідеї використання підпрограм із параметрами. Водночас Цузе придумав назву своєму пристрою — логічна обчислювальна машина.

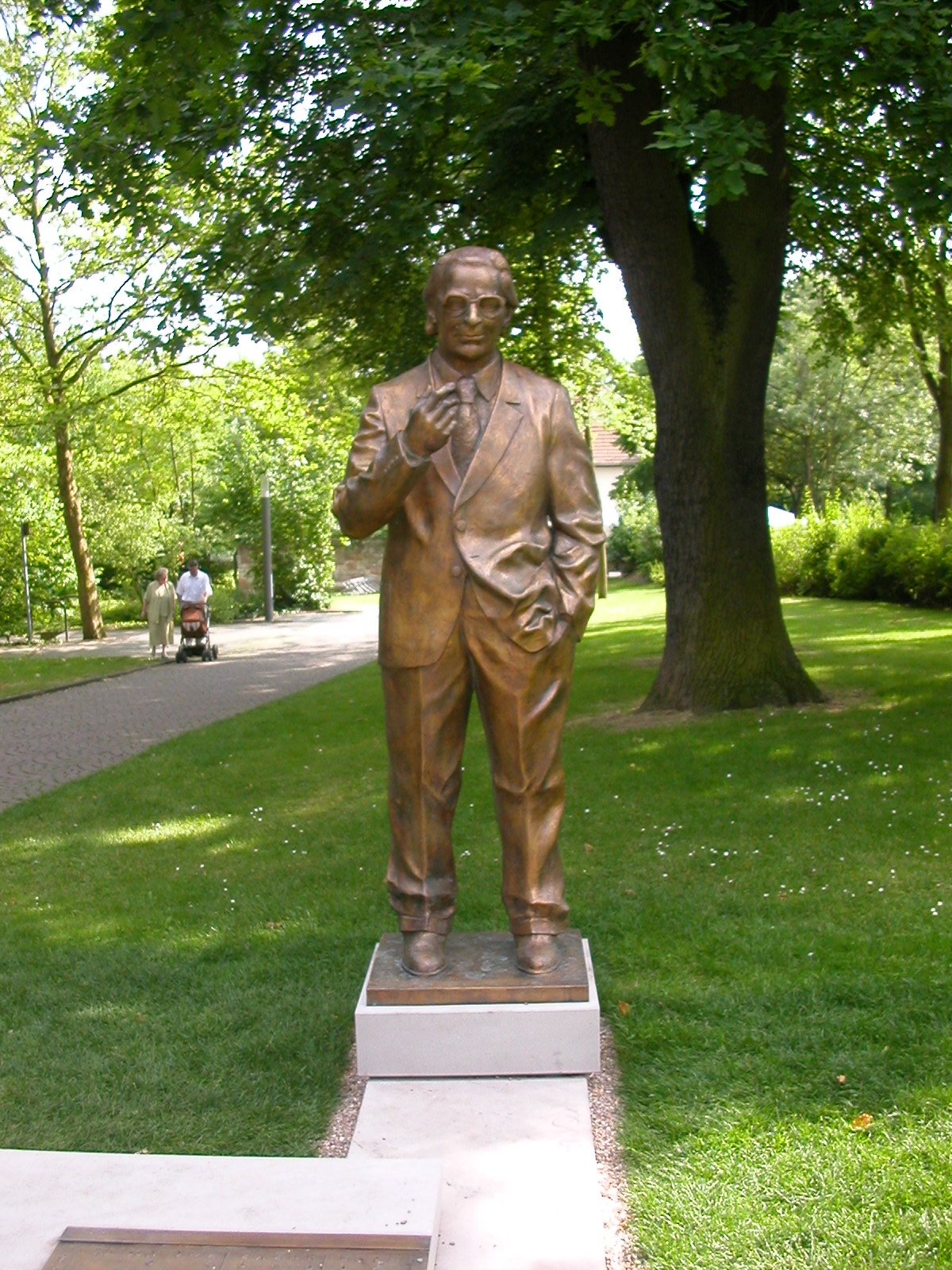
Пам'ятник Конраду Цузе в Бад-Герсфельді

На початку 50-х років економіка Німеччини пішла на підйом. Цузе організував фірму Zuse KG, побудував машину Z11 і використовував її для розв'язання задач перепланування земель, проектування оптичних приладів. Уже тоді виникли проблеми зі створенням добрих програм. Потім Цузе побудував Z22, що підтримувала загальні алгоритми обчислень, могла працювати з довільними структурами даних, мала достатній обсяг пам'яті і була популярна в багатьох німецьких інженерів і вчених. Цузе думав, що в нього з'являться замовлення на розрахунки від малих і середніх компаній, але вони тоді не надто мали потребу в таких послугах, і Zuse KG виявилася збитковою. Державне фінансування робіт у комп'ютерній сфері почалося пізніше. Цузе продовжував експериментувати з різними обчислювальними пристроями, зробив автоматичну малювальну дошку — перший прообраз сучасних CAD.
У 1964 р. він запропонував автоматичну систему керування великими ткацькими верстатами.
З 1966 р. Цузе почав працювати в компанії Siemens AG.
Одним зі своїх найвидатніших досягнень Цузе вважав створення мови Plankalkül, яка не була прив'язана до архітектури і наборів команд конкретного комп'ютера, на відміну від перших мов асемблера.
Конрад Цузе помер у віці 85 років. Сьогодні роботи Цузе відомі в усьому світі. Він вплинув на розвиток європейських комп'ютерних технологій. Його праці використовували при створенні нових комп'ютерів і особливо при розробці перших алгоритмічних мов програмування. Конрад Цузе одержав безліч нагород і призів та заслужив міжнародне визнання.

### Вшанування
На його честь названо астероїд 21664 Конрадцузе.